# Natalie Hinds
Natalie Hinds (Midland, 7 de dezembro de 1993) é uma nadadora estadunidense, medalhista olímpica.

## Carreira
Formada pela Universidade da Flórida, Hinds conquistou a medalha de bronze nos Jogos Olímpicos de Verão de 2020 em Tóquio na prova de revezamento 4×100 m livre feminino, ao lado de Erika Brown, Abbey Weitzeil, Catie DeLoof, Simone Manuel, Allison Schmitt e Olivia Smoliga, com a marca de 3:32.81.